# Petros I
Petros I – jedna z najbardziej kontrowersyjnych postaci w historii Armenii. Żył w XI wieku. Uzyskał godność katolikosa w 1019 roku. Czasy jego katolikatu były okresem upadku kraju i zajęcia ziem armeńskich przez Bizancjum. Oskarżany był o prowadzenie polityki i działań na niekorzyść Armenii podzielonej wówczas na wiele państewek.
W 1020 roku po śmierci króla Gagika I jego państwo podzielono pomiędzy synów: Owanesa-Symbat i Aszota. Nie udało im się jednak powstrzymać bizantyjskiej ekspansji na ziemie ormiańskie. Katolikos udał się do Trebizondy (dziś Trabzon w Turcji) z testamentem króla Gagika, który ponoć zapisał królestwo Ani, cesarzowi. Podczas uroczystości Epifanii i błogosławienia wody zdarzył się cud. Bieg wody odwrócił się aby nie została pobłogosławiona przez Greków. Ta, zapisana w kronikach, opowieść dobitnie przedstawia stosunek Ormian do Greków, starających się zdominować ich kraj i podporządkować patriarsze w Konstantynopolu.
W 1033 król Owanes - Symbat uwięził Petrosa I. Pod groźbą klątwy dostojnika, uwolniono go jednak. W 1042 po śmierci króla, władcą został nieletni Aszot II. Wybuchła wojna z Bizancjum, które zajęło Armenię, a Petrosa porwano do Konstantynopola. Zmarł w 1058.